# Radio Freee
Radio Freee – miejska, regionalna rozgłośnia radiowa z Lublina, należąca do spółki Polskie Radio Lublin SA. Stacja jest finansowana z wpływów reklamowych Radia Freee. Nadaje przez całą dobę na częstotliwości 89,9 MHz z masztu przy ulicy Raabego w Lublinie
Radio Freee rozpoczęło nadawanie 27 listopada 2010 roku o godzinie 22:06. Zainaugurowało swoją emisję transmisją z imprezy w klubie Fashion przy ulicy Okopowej w Lublinie.
Polskie Radio uruchomiło tę stację w celu pozyskania nowych, młodszych słuchaczy. Grupa docelowa to mieszkańcy Lublina w wieku 20–35 lat. Stacja gra w formacie CHR (z ang. Contemporary Hit Radio – radio ze współczesnymi przebojami). Po pierwszym roku swojej działalności rozgłośnia zdobyła 7,5% udziału wśród słuchaczy lubelskiego rynku.
Na początku swojej działalności w Radiu Freee pracowało 15 dziennikarzy i prezenterów. Zostali oni wyłonieni na castingach, na które zgłosiło się ponad 300 osób. Przy tworzeniu zespołu redakcyjnego sięgnięto również po współpracowników Radia Lublin. Cztery lata później, na koniec 2014 roku, redakcja liczyła 17 stałych współpracowników, którzy prowadzili w sumie 20 programów antenowych, a także codzienne serwisy informacyjne.
Pierwszy program autorski (44 na 89i9 – lista hitów Radia Freee) został wyemitowany w 2012 roku. Równolegle wprowadzono serwisy informacyjne i kulturalne emitowane 5 dni w tygodniu o pełnych godzinach.  Od stycznia 2014 roku program ramowy radia zmienił się w zasadniczy sposób. Niezmiennie pozostały dwa pasma programowe: od 6 do 12 (Poranna Gra Wstępna) oraz od 12 do 18 (Teren Zabudowany). Od 18 natomiast zarezerwowano miejsce dla audycji autorskich. W obu podstawowych pasmach prezentowane są także stałe dzienniki wiadomości, zapowiedzi kulturaliów, sportu, imprez klubowych, a także codzienny program językowy (Polski Język Obcy).
Weekendy w Radiu Freee to przede wszystkim muzyka polska. Poza tym emitowane są między innymi: Lista hitów 44 na 89i9, program kulinarny (Gastrofaza), program kulturalny (Cud Malina),  cotygodniowy program sportowy (Strefa Kibica) oraz program, którego wspólnym mianownikiem jest życie studenckie (Studnia Akademicka).
Audycje autorskie emitowane od poniedziałku do piątku:
1. Miasto w skrócie - codzienny program podsumowujący wiadomości z miasta.
2. Rozmowy Nieokrzesane - codzienny program publicystyczny skupiający się na ludziach i wydarzeniach, których wspólnym mianownikiem pozostaje Lublin.
3. Nie Do Ogarnięcia - codzienny program kulturalny, w którym omawiane są wystawy, spektakle, koncerty czy festiwale na terenie miasta.
4. Reakcja Techniczna - cotygodniowy program, którego celem jest propagowanie szeroko pojętej muzyki elektronicznej oraz dj, producentów, a także wydarzeń związanych ze scena klubową.
5. Rap Nite! - cotygodniowy program zorientowany na muzykę rap i R&B.
6. Naturystka - cotygodniowy program o ekologii i zdrowym trybie  życia z perspektywy kobiety.
7. Loża Szyderców - cotygodniowy program satyryczny, w którym wyśmiewane są wydarzenia z Lublina, Polski i świata.
8. Freeewolnie nakręceni - cotygodniowa audycja o poszukiwaniu motywacji, pozytywnej energii i sposobu na życie prowadzona przez zawodowych coachów.
9. Dzielnicowy Kozłowicz - cotygodniowy program interwencyjny.
10. Seks i inne nieszczęścia - cotygodniowy program traktujący o zagadnieniach związanych z intymną sferą życia wspierany przez merytoryczną wiedzę seksuologa.
11. Lublin Cię Kręci! - cotygodniowy program - autorski talk show z ludźmi ze świata show-biznesu i kultury.
12. Imprezownia - program pojawiający się dwa razy w tygodniu. Prezentowane są przede wszystkim line up'y lubelskich klubów. Imprezownia to także relacje z imprez, rozmowy z managerami klubów, didżejami i uczestnikami imprezowych maratonów.

Od powstania Radio Freee współpracowało z lubelskimi klubami. Pierwsza emisja nastąpiła na żywo z klubu Fashion Time w Lublinie. Do 2012 roku co piątek transmitowano też imprezy z dwóch klubów - tylko z jednego z nich pojawiło się ponad 500 godzin transmisji, a ponad 1200 słuchaczy mogło za sprawą radia uczestniczyć w klubowych imprezach.
Rozgłośnia wykazuje aktywność przy organizacji imprez plenerowych. W 2011 roku przyłączyła się do akcji zbierania podpisów pod petycją w obronie budowy trasy ekspresowej S17. W lecie 2013 roku, w każdy weekend transmitowała swój program z ośrodka Słoneczny Wrotków nad Zalewem Zemborzyckim w Lublinie. W marcu 2014 roku zorganizowała pierwszy profesjonalny teledysk do klipu Happy Pharella Williamsa.
W studiu Radia Freee jest także tworzony podcast "FIFA Talks", który jest cotygodniowymi wiadomościami o grze FIFA. Możemy go słuchać na ich kanale youtube, a także na platformach Spotify i Anchor. Jest on tworzony przez influencerów: Dominika "DoMManU" Dona, Krzysztofa "Mr.Cogito" Lenarczyka, Macieja "El Kasztana" Dona. Wszystkie te osoby są znane z kanału youtube "Kartomania" oraz z fanpejdża Kartomanii